# Colby Robak
Colby Robak, född 24 april 1990, är en kanadensisk professionell ishockeyspelare som spelar för Anaheim Ducks i National Hockey League (NHL). Han har tidigare spelat på NHL-nivå för Florida Panthers och på lägre nivåer för Rochester Americans och San Antonio Rampage i AHL och Brandon Wheat Kings i Western Hockey League (WHL).
Robak draftades i andra rundan i 2008 års draft av Florida Panthers som 46:e spelare totalt.

## Statistik
| 2005–2006  | Parkland Rangers    | MMHL       | 40  | 14 | 20  | 34  | 14  | —  | — | —  | —  | —  |
| 2006–2007  | Brandon Wheat Kings | WHL        | 39  | 2  | 3   | 5   | 12  | 1  | 0 | 0  | 0  | 0  |
| 2007–2008  | Brandon Wheat Kings | WHL        | 71  | 6  | 24  | 30  | 25  | 6  | 0 | 2  | 2  | 8  |
| 2008–2009  | Brandon Wheat Kings | WHL        | 65  | 13 | 29  | 42  | 41  | 12 | 6 | 8  | 14 | 4  |
| 2009–2010  | Brandon Wheat Kings | WHL        | 71  | 16 | 50  | 66  | 9   | 15 | 3 | 9  | 12 | 2  |
| 2010–2011  | Rochester Americans | AHL        | 76  | 7  | 17  | 24  | 22  | —  | — | —  | —  | —  |
| 2011–2012  | Florida Panthers    | NHL        | 3   | 0  | 0   | 0   | 0   | —  | — | —  | —  | —  |
|            | San Antonio Rampage | AHL        | 79  | 9  | 30  | 39  | 30  | 8  | 1 | 4  | 5  | 4  |
| 2012–2013  | Florida Panthers    | NHL        | 16  | 0  | 1   | 1   | 17  | —  | — | —  | —  | —  |
|            | San Antonio Rampage | AHL        | 63  | 5  | 18  | 23  | 50  | —  | — | —  | —  | —  |
| 2013–2014  | Florida Panthers    | NHL        | 16  | 0  | 2   | 2   | 6   | —  | — | —  | —  | —  |
|            | San Antonio Rampage | AHL        | 56  | 8  | 13  | 21  | 24  | —  | — | —  | —  | —  |
| 2014–2015  | Florida Panthers    | NHL        | 7   | 0  | 0   | 0   | 2   | —  | — | —  | —  | —  |
| NHL totalt | NHL totalt          | NHL totalt | 42  | 0  | 3   | 3   | 25  | —  | — | —  | —  | —  |
| AHL totalt | AHL totalt          | AHL totalt | 268 | 29 | 78  | 107 | 126 | 8  | 1 | 4  | 5  | 4  |
| WHL totalt | WHL totalt          | WHL totalt | 246 | 37 | 106 | 143 | 87  | 34 | 9 | 19 | 28 | 14 |